# L.W.C. Michelsen

Das Stammhaus von L.W.C. Michelsen in Hamburg, 1918

Dokumentation zur Ernennung von L.W.C. Michelsen zum Hoflieferanten 1911

Dokumentation zur Ernennung von L.W.C. Michelsen zum Hoflieferanten, 1912

L.W.C. Michelsen ist ein traditionsreicher Hamburger Delikatessenhandel. Es wurde 1814 von Christian Friedrich Michelsen in der Hansestadt Hamburg gegründet. Heute wird das Unternehmen von der 7. Generation geleitet.

## Unternehmensgeschichte
Christian Friedrich Michelsen (geboren 1779 in Hamburg) gründete nach Ende der französischen Besatzungszeit Hamburgs am 1. Oktober 1814 ein Lebensmittelgeschäft, das mit Grundnahrungsmitteln wie Mehl handelte. Sein Sohn Johann Heinrich Michelsen (geboren 1800) führte unter dem Namen Michelsen einen Fruchthandel, der zuvor seinen Schwiegereltern gehörte, weiter. Das Geschäft lag in der Neustadt an den Großen Bleichen 10. Hier wurden u. a. Früchte aus dem Alten Land und aus den Vierlanden gehandelt.
Als das Haus 1842 dem sogenannten Großen Brand zum Opfer fiel, baute der Enkel, Ludwig Wilhelm Christian Michelsen das Unternehmen an selber Stelle wieder auf. Unter seinem Namen wurde L.W.C. Michelsen schließlich zu einem der renommiertesten Delikatessen-Geschäfte seiner Zeit. 1899 kaufte Johannes Carl Peters den Delikatessenhandel, übernahm die Leitung und erweiterte das Geschäft zusätzlich durch einen großangelegten Fruchthandel in das Binnenland. Am 12. Januar 1912 wurde L.W.C. Michelsen offiziell von Kaiser Wilhelm II. zum Hoflieferanten ernannt. Kaiser Wilhelm II. selbst bestellte hier u. a. seinen Kaviar. Ab 1927 wurde L.W.C. Michelsen schließlich von Alfred Peters (1903–1987) und Johannes Peters (1907–1993) fortgeführt. Mitte der 1960er Jahre übernahmen die beiden Söhne Heiko Peters (1941–2015) und Rainer Peters (19. August 1943) die Geschäftsführung im Familienbetrieb. Das renommierte Einzelhandelsgeschäft wurde in den Folgejahren erfolgreich zu einem Großhandelsunternehmen ausgebaut und zog 1988 auf das ehemalige Gelände der Edeka-Zentrale in Billbrook. Hier ist das Unternehmen bis heute ansässig. Das Einzelhandelsgeschäft in den Großen Bleichen fiel am 21. Mai 1995 einem Feuer zum Opfer. 2009 treten die Cousins Jan Erik Peters (4. Juni 1973) und Malte Peters (5. Dezember 1975) in das Familienunternehmen ein und übernehmen 2013 in mittlerweile 7. Generation die Geschäftsführung. L.W.C. Michelsen gilt als einer der ältesten Weinhändler Hamburgs und feierte 2014 sein zweihundertjähriges Bestehen.

## Unternehmensstruktur
Die erlesenen Spezialitäten des Herstellers und Großhändlers, die noch immer traditionell nach den alten hauseigenen Rezepturen hergestellt werden, sind im gehobenen Fach- und Lebensmitteleinzelhandel zu finden. Auch heute noch werden viele der angebotenen Produkte sorgfältig in Handarbeit nur mit hochwertigen Zutaten gefertigt. Zusätzlich vertreibt L.W.C. Michelsen bekannte und hochwertige Handelsmarken. 2010 erweiterte L.W.C. Michelsen sein Geschäftsfeld um einen Versandhandel, in dem Endverbraucher ausgewählte Produkte direkt bestellen können.

## Auszeichnungen und Gütesiegel
- 1878: Platzierung bei der Gartenbauausstellung
- 1880: Platzierung bei der Kochkunstausstellung
- 1899: Goldmedaille für vollendete Gartenbauprodukte
- 12. Januar 1912: Verleihung des Titels kaiserlich-königlicher Hoflieferant.